# Insaccato
Un insaccato è un salume costituito da un impasto di carne macinata, grasso, sale, aromi e additivi vari, inserito poi in un budello naturale o sintetico.

## Tipologie
Gli insaccati si possono distinguere in:
- insaccati crudi:
  - insaccati freschi: sono crudi, non stagionati e non fermentati; esempio più noto è la salsiccia fresca.[1]
  - insaccati secchi (o fermentati): sono crudi e sottoposti a un processo di fermentazione ed essiccazione; a questo gruppo appartengono i salami, la coppa di collo e la salsiccia stagionata.[1]
- insaccati cotti:
  - insaccati con ingredienti precotti: sono salumi realizzati con ingredienti già cotti in precedenza; la coppa di testa e molti dei sanguinacci sono prodotti in questo modo.
  - insaccati parzialmente cotti: sono salumi che vengono cotti una volta insaccati; esempi sono la Mortadella Bologna italiana o l'insieme dei cosiddetti würstel tedeschi.[1]